# 脛骨神経
脛骨神経（けいこつしんけい、英語: tibial nerve、ラテン語: nervus tibialis）は、坐骨神経に由来する総腓骨神経とならぶやや径の大きな神経で、解剖学的正位で、下腿部においては、膝窩の上方で脛骨に沿って内側を走行する。膝窩で内側腓腹皮神経を分枝し、膝窩動脈・膝窩静脈及び後脛骨動脈に沿って下行し内果で外側足底神経及び内側足底神経に分枝する。筋枝を下腿屈筋群と足底筋群に、皮枝を下腿の後面と足底の皮膚に与える。

## 支配筋
- 大腿二頭筋（長頭）
- 腓腹筋
- ヒラメ筋
- 足底筋
- 膝窩筋
- 後脛骨筋
- 長趾屈筋
- 長母趾屈筋

## 脛骨神経麻痺
- 原因としては外傷、圧迫、神経炎、腰椎仙椎の疾患などがある。
- 症状としては踵足（外反鉤足）。足関節の底屈不能などの運動麻痺。外果、足部外側、足底部の知覚異常。
- 治療穴は承筋穴、承山穴、崑崙穴